# Pentagonia brachyotis
Pentagonia brachyotis är en måreväxtart som först beskrevs av Paul Carpenter Standley, och fick sitt nu gällande namn av Paul Carpenter Standley. Pentagonia brachyotis ingår i släktet Pentagonia och familjen måreväxter. Inga underarter finns listade i Catalogue of Life.